# Спотленд Стедіум
Спотленд — спортивний стадіон у районі Спотленд міста Рочдейл, Великий Манчестер, Англія, який є домашнім клубом футбольних клубів Рочдейлської асоціації та футбольного клубу регбійної ліги Рочдейл Хорнетс. Розрахований на 10 249 місць. Відкритий 1878 року. З 1920 є офіційним домашнім полем для місцевої футбольної команди. Також використовується для проведення матчів з регбі.